# Gliese 486
Gliese 486 (Gar) – gwiazda w gwiazdozbiorze Panny. Znajduje się w odległości około 26,3 lat świetlnych od Słońca. Okrąża ją jedna znana planeta pozasłoneczna.

## Nazwa
Gwiazda ma nazwę własną Gar, która została wybrana w konkursie NameExoWorlds zorganizowanym w 2022 roku przez Międzynarodową Unię Astronomiczną. Nazwa oznacza „płomień” w języku baskijskim i wraz z nazwą planety (Su) wywodzi się z popularnego baskijskiego powiedzenia su eta gar („ogień i płomień”), odnoszącego się do namiętności i entuzjazmu. Spośród nadesłanych propozycji zwyciężyła nazwa Gar dla gwiazdy i Su dla planety.

## Charakterystyka
Jest to czerwony karzeł, gwiazda ciągu głównego o typie widmowym M3,5. Ma temperaturę około 3300 K i masę 32% masy Słońca, a jej jasność to ok. 1% jasności Słońca.

## Układ planetarny
W 2021 roku ogłoszono odkrycie pierwszej znanej planety okrążającej tę gwiazdę. Odkrycia dokonano metodą tranzytu i dodatkowo scharakteryzowano badając zmiany prędkości radialnej gwiazdy. Jest to gorąca superziemia, planeta 2,8 razy masywniejsza od Ziemi i mająca 30% większy promień. Krąży poza ekosferą gwiazdy; temperatura na jej powierzchni jest oceniana na 700 K (427 °C), podobną do temperatur panujących na Wenus, jednak prawdopodobnie ma cieńszą atmosferę. Bliskość Układu Słonecznego i korzystne ustawienie orbity sprawia, że astronomowie spodziewają się móc scharakteryzować jej atmosferę.
Kosmiczny Teleskop Jamesa Webba pozwolił wykryć parę wodną podczas analizy spektroskopowej światła gwiazdy przechodzącego przez atmosferę planety. Badania ogłoszone w maju 2023 nie pozwoliły jednak stwierdzić z pewnością, czy cząsteczki wody znajdują się w atmosferze planety, czy też w obrębie chłodnych plam na samej gwieździe Gliese 486.
| Towarzysz | Masa [M🜨]       | Promień [R🜨]       | Okres orbitalny [d] | Półoś wielka [au] | Ekscentryczność |
| b         | 2,82 +0,11−0,12 | 1,305 +0,063−0,067 | 1,467119 ± 3×10−5   | 0,01734 ± 0,00027 | 0,05 +0,0−0,05  |